# Championnat d'Autriche de football
Cet article traite uniquement de la compétition masculine. Pour la compétition féminine, voir Championnat d'Autriche de football féminin.
Cet article traite uniquement de la compétition autrichienne. Pour la compétition Allemande, voir Bundesliga (Allemagne).
Le championnat de football autrichien (Österreichische Fußball-Bundesliga) est organisé par la Österreichischer Fußball-Bund (ÖFB, fédération autrichienne de football).

## Histoire
La Bundesliga est la plus haute division dans le football autrichien, de 1911 à 1924 elle s'appelait Erste Klasse, puis devint la A Liga puis Nationalliga avant de devenir pour la saison 1974-1975 la Bundesliga, à partir de 2014 pour des raisons de sponsoring le championnat porte le nom de Tipico Bundesliga. La dominance historique des clubs viennois est telle qu'il fallut attendre 1965 pour voir un club de province devenir champion.
Depuis la saison 2018-2019 le championnat est composé de 12 équipes pour désigner le Champion d'Autriche, le format a également évolué. Auparavant 10 équipes jouaient en 36 journées, dans le nouveau format 12 équipes se rencontrent en matchs aller et retour, soit 22 rencontres. Après cette première phase, les six premiers jouent un mini championnat en emportant la moitié des points acquis lors de la première phase, et déterminent le champion et les places qualificatives pour les compétitions européennes.
Les six derniers jouent dans un autre mini championnat pour la relégation. Le premier de ce championnat de relégation conserve une chance pour se qualifier pour la Ligue Europa en participant aux play offs contre le club non qualifié de l'autre mini championnat.
En fin de saison le Champion d'Autriche se voit attribuer un trophée en forme de plateau; après dix titres de Champion le club peut mettre une étoile sur son maillot.
Actuellement le Rapid Vienne a 3 étoiles, l'Austria Vienne 2 étoiles, Wacker Innsbruck et Red Bull Salzbourg 1 étoile. En revanche, Salzbourg renonce à arborer cette étoile sur son logo

## Les clubs de l'édition2025-2026
| Club                | Se maintient depuis | Classement 2024-2025 | Stade                    | Capacité théorique | Entraîneur          |
| ------------------- | ------------------- | -------------------- | ------------------------ | ------------------ | ------------------- |
| Sturm Graz          | 1966                | 1                    | Merkur-Arena             | 16 364             | Jürgen Säumel       |
| RB Salzbourg        | 2005                | 2                    | Red Bull Arena           | 30 188             | Thomas Letsch       |
| Austria Vienne      | 1926                | 3                    | Generali Arena           | 17 500             | Stephan Helm        |
| Wolfsberger AC      | 2012                | 4                    | Lavanttal-Arena          | 08 100             | Dietmar Kühbauer    |
| Rapid Vienne        | 1911                | 5                    | Allianz Stadion          | 28 666             | Peter Stöger        |
| FC Blau-Weiß Linz   | 2023                | 6                    | Hofmann Personal Stadion | 05 595             | Mitja Mörec         |
| LASK Linz           | 2017                | 7                    | Raiffeisen Arena         | 019 080            | João Sacramento     |
| TSV Hartberg        | 2018                | 8                    | Profertil Arena Hartberg | 04 500             | Manfred Schmid      |
| WSG Tirol           | 2019                | 9                    | Tivoli Stadion Tirol     | 16 008             | Philipp Semlic      |
| Grazer AK           | 2024                | 10                   | Merkur-Arena             | 16 764             | Ferdinand Feldhofer |
| SC Rheindorf Altach | 2014                | 11                   | Stadion Schnabelholz     | 08 500             | Fabio Ingolitsch    |
| SV Ried             | 2025                | 1er (D2)             | Innviertel Arena         | 7 300              | Maximilian Senft    |

| \| Austria Rapid Sturm Graz Grazer AK Salzbourg Wolfsberg Rheindorf Altach BW Linz Ried LASK Hartberg WSG Tirol \| Localisation des clubs engagés dans le championnat. |
| Austria Rapid Sturm Graz Grazer AK Salzbourg Wolfsberg Rheindorf Altach BW Linz Ried LASK Hartberg WSG Tirol                                                           |

| Austria Rapid Sturm Graz Grazer AK Salzbourg Wolfsberg Rheindorf Altach BW Linz Ried LASK Hartberg WSG Tirol |

## Palmarès
| Saison | Champion                |
| 1912   | Rapid Vienne (1)        |
| 1913   | Rapid Vienne (2)        |
| 1914   | Wiener AF (1)           |
| 1915   | Wiener AC (1)           |
| 1916   | Rapid Vienne (3)        |
| 1917   | Rapid Vienne (4)        |
| 1918   | Floridsdorfer AC (1)    |
| 1919   | Rapid Vienne (5)        |
| 1920   | Rapid Vienne (6)        |
| 1921   | Rapid Vienne (7)        |
| 1922   | Wiener Sport-Club (1)   |
| 1923   | Rapid Vienne (8)        |
| 1924   | Austria Vienne (1)      |
| 1925   | SC Hakoah Vienne (1)    |
| 1926   | Austria Vienne (2)      |
| 1927   | Admira Vienne (1)       |
| 1928   | Admira Vienne (2)       |
| 1929   | Rapid Vienne (9)        |
| 1930   | Rapid Vienne (10)       |
| 1931   | First Vienna FC (1)     |
| 1932   | Admira Vienne (3)       |
| 1933   | First Vienna FC (2)     |
| 1934   | Admira Vienne (4)       |
| 1935   | Rapid Vienne (11)       |
| 1936   | Admira Vienne (5)       |
| 1937   | Admira Vienne (6)       |
| 1938   | Rapid Vienne (12)       |
| 1939   | Admira Vienne (7)       |
| 1940   | Rapid Vienne (13)       |
| 1941   | Rapid Vienne (14)       |
| 1942   | First Vienna FC (3)     |
| 1943   | First Vienna FC (4)     |
| 1944   | First Vienna FC (5)     |
| 1945   | Championnat arrêté      |
| 1946   | Rapid Vienne (15)       |
| 1947   | Admira Vienne (8)       |
| 1948   | Rapid Vienne (16)       |
| 1949   | Austria Vienne (3)      |
| 1950   | Austria Vienne (4)      |
| 1951   | Rapid Vienne (17)       |
| 1952   | Rapid Vienne (18)       |
| 1953   | Austria Vienne (5)      |
| 1954   | Rapid Vienne (19)       |
| 1955   | First Vienna FC (6)     |
| 1956   | Rapid Vienne (20)       |
| 1957   | Rapid Vienne (21)       |
| 1958   | Wiener Sport-Club (2)   |
| 1959   | Wiener Sport-Club (3)   |
| 1960   | Rapid Vienne (22)       |
| 1961   | Austria Vienne (6)      |
| 1962   | Austria Vienne (7)      |
| 1963   | Austria Vienne (8)      |
| 1964   | Rapid Vienne (23)       |
| 1965   | LASK Linz (1)           |
| 1966   | Admira Vienne (9)       |
| 1967   | Rapid Vienne (24)       |
| 1968   | Rapid Vienne (25)       |
| 1969   | Austria Vienne (9)      |
| 1970   | Austria Vienne (10)     |
| 1971   | Tirol Innsbruck (1)     |
| 1972   | Tirol Innsbruck (2)     |
| 1973   | Tirol Innsbruck (3)     |
| 1974   | SK VÖEST Linz (1)       |
| 1975   | Tirol Innsbruck (4)     |
| 1976   | Austria Vienne (11)     |
| 1977   | Tirol Innsbruck (5)     |
| 1978   | Austria Vienne (12)     |
| 1979   | Austria Vienne (13)     |
| 1980   | Austria Vienne (14)     |
| 1981   | Austria Vienne (15)     |
| 1982   | Rapid Vienne (26)       |
| 1983   | Rapid Vienne (27)       |
| 1984   | Austria Vienne (16)     |
| 1985   | Austria Vienne (17)     |
| 1986   | Austria Vienne (18)     |
| 1987   | Rapid Vienne (28)       |
| 1988   | Rapid Vienne (29)       |
| 1989   | Tirol Innsbruck (6)     |
| 1990   | Tirol Innsbruck (7)     |
| 1991   | Austria Vienne (19)     |
| 1992   | Austria Vienne (20)     |
| 1993   | Austria Vienne (21)     |
| 1994   | Red Bull Salzbourg (1)  |
| 1995   | Red Bull Salzbourg (2)  |
| 1996   | Rapid Vienne (30)       |
| 1997   | Red Bull Salzbourg (3)  |
| 1998   | SK Sturm Graz (1)       |
| 1999   | SK Sturm Graz (2)       |
| 2000   | Tirol Innsbruck (8)     |
| 2001   | Tirol Innsbruck (9)     |
| 2002   | Tirol Innsbruck (10)    |
| 2003   | Austria Vienne (22)     |
| 2004   | Grazer AK (1)           |
| 2005   | Rapid Vienne (31)       |
| 2006   | Austria Vienne (23)     |
| 2007   | Red Bull Salzbourg (4)  |
| 2008   | Rapid Vienne (32)       |
| 2009   | Red Bull Salzbourg (5)  |
| 2010   | Red Bull Salzbourg (6)  |
| 2011   | SK Sturm Graz (3)       |
| 2012   | Red Bull Salzbourg (7)  |
| 2013   | Austria Vienne (24)     |
| 2014   | Red Bull Salzbourg (8)  |
| 2015   | Red Bull Salzbourg (9)  |
| 2016   | Red Bull Salzbourg (10) |
| 2017   | Red Bull Salzbourg (11) |
| 2018   | Red Bull Salzbourg (12) |
| 2019   | Red Bull Salzbourg (13) |
| 2020   | Red Bull Salzbourg (14) |
| 2021   | Red Bull Salzbourg (15) |
| 2022   | Red Bull Salzbourg (16) |
| 2023   | Red Bull Salzbourg (17) |
| 2024   | SK Sturm Graz (4)       |
| 2025   | SK Sturm Graz (5)       |

## Bilan
| Clubs                            | Titres | Années |
| -------------------------------- | ------ | --- |
| Rapid Vienne                     | 32     | 1912, 1913, 1916, 1917, 1919, 1920, 1921, 1923, 1929, 1930, 1935, 1938, 1940, 1941, 1946, 1948, 1951, 1952, 1954, 1956, 1957, 1960, 1964, 1967, 1968, 1982, 1983, 1987, 1988, 1996, 2005, 2008 |
| Austria Vienne                   | 24     | 1924, 1926, 1949, 1950, 1953, 1961, 1962, 1963, 1969, 1970, 1976, 1978, 1979, 1980, 1981, 1984, 1985, 1986, 1991, 1992, 1993, 2003, 2006, 2013                                                 |
| Red Bull Salzbourg               | 17     | 1994, 1995, 1997, 2007, 2009, 2010, 2012, 2014, 2015, 2016, 2017, 2018, 2019, 2020, 2021, 2022, 2023                                                                                           |
| Wacker Innsbruck/Tirol Innsbruck | 10     | 1971, 1972, 1973, 1975, 1977, 1989, 1990, 2000, 2001, 2002 |
| Admira Vienne                    | 9      | 1927, 1928, 1932, 1934, 1936, 1937, 1939, 1947, 1966 |
| First Vienna                     | 6      | 1931, 1933, 1942, 1943, 1944, 1955 |
| Sturm Graz                       | 5      | 1998, 1999, 2011, 2024, 2025 |
| Wiener SC                        | 3      | 1922, 1958, 1959 |
| Wiener AF                        | 1      | 1914 |
| Floridsdorfer AC                 | 1      | 1918 |
| SC Hakoah Vienne                 | 1      | 1925 |
| Wiener AC                        | 1      | 1915 |
| Linzer ASK                       | 1      | 1965 |
| SK VÖEST Linz                    | 1      | 1974 |
| Grazer AK                        | 1      | 2004 |

Une étoile pour 10 titre
1. ↑  Le Tirol Innsbruck reprend la licence du Wacker Innsbruck en 1993.

### Meilleur buteur par saison
| Saison  | Joueur                              | Buts | Club                      |
| ------- | ----------------------------------- | ---- | ------------------------- |
| 1974–75 | Helmut Köglberger                   | 22   | LASK Linz                 |
| 1975–76 | Hans Pirkner                        | 21   | Austria Vienne            |
| 1976–77 | Hans Krankl                         | 32   | Rapid Vienne              |
| 1977–78 | Hans Krankl                         | 41   | Rapid Vienne              |
| 1978–79 | Walter Schachner                    | 24   | Austria Vienne            |
| 1979–80 | Walter Schachner                    | 34   | Austria Vienne            |
| 1980–81 | Gernot Jurtin                       | 20   | Sturm Graz                |
| 1981–82 | Božo Bakota                         | 24   | Sturm Graz                |
| 1982–83 | Hans Krankl                         | 23   | Rapid Vienne              |
| 1983–84 | Tibor Nyilasi                       | 26   | Austria Vienne            |
| 1984–85 | Toni Polster                        | 24   | Austria Vienne            |
| 1985–86 | Toni Polster                        | 33   | Austria Vienne            |
| 1986–87 | Toni Polster                        | 39   | Austria Vienne            |
| 1987–88 | Zoran Stojadinović                  | 27   | Rapid Wien                |
| 1988–89 | Peter Pacult                        | 26   | Swarovski Tirol           |
| 1989–90 | Gerhard Rodax                       | 35   | Admira Wacker             |
| 1990–91 | Václav Daněk                        | 29   | Swarovski Tirol           |
| 1991–92 | Christoph Westerthaler              | 17   | Swarovski Tirol           |
| 1992–93 | Václav Daněk                        | 24   | Tirol Innsbruck           |
| 1993–94 | Nikola Jurčević Heimo Pfeifenberger | 14   | SV Salzbourg              |
| 1994–95 | Souleyman Sané                      | 20   | Tirol Innsbruck           |
| 1995–96 | Ivica Vastić                        | 22   | Sturm Graz                |
| 1996–97 | René Wagner                         | 21   | Rapid Vienne              |
| 1997–98 | Geir Frigård                        | 23   | LASK Linz                 |
| 1998–99 | Eduard Glieder                      | 22   | SV Salzbourg              |
| 1999–00 | Ivica Vastić                        | 32   | Sturm Graz                |
| 2000–01 | Radosław Gilewicz                   | 22   | Tirol Innsbruck           |
| 2001–02 | Ronald Brunmayr                     | 27   | Grazer AK                 |
| 2002–03 | Axel Lawarée                        | 21   | Schwarz-Weiß Bregenz      |
| 2003–04 | Roland Kollmann                     | 27   | Grazer AK                 |
| 2004–05 | Christian Mayrleb                   | 21   | SV Pasching               |
| 2005–06 | Sanel Kuljić Roland Linz            | 15   | SV Ried Austria Vienne    |
| 2006–07 | Alexander Zickler                   | 22   | Red Bull Salzbourg        |
| 2007–08 | Alexander Zickler                   | 16   | Red Bull Salzbourg        |
| 2008–09 | Marc Janko                          | 39   | Red Bull Salzbourg        |
| 2009–10 | Steffen Hofmann                     | 20   | Rapid Vienne              |
| 2010–11 | Roland Linz Roman Kienast           | 21   | Austria Vienne Sturm Graz |
| 2011–12 | Jakob Jantscher Stefan Maierhofer   | 14   | Red Bull Salzbourg        |
| 2012–13 | Philipp Hosiner                     | 32   | Austria Vienne            |
| 2013–14 | Jonathan Soriano                    | 31   | Red Bull Salzbourg        |
| 2014–15 | Jonathan Soriano                    | 31   | Red Bull Salzbourg        |
| 2015–16 | Jonathan Soriano                    | 21   | Red Bull Salzbourg        |
| 2016–17 | Olarenwaju Kayode                   | 17   | Austria Vienne            |
| 2017–18 | Moanes Dabour                       | 22   | Red Bull Salzbourg        |
| 2018–19 | Moanes Dabour                       | 20   | Red Bull Salzbourg        |
| 2019–20 | Shon Weissman                       | 30   | Wolfsberger AC            |
| 2020–21 | Patson Daka                         | 27   | Red Bull Salzbourg        |
| 2021–22 | Karim Adeyemi                       | 19   | Red Bull Salzbourg        |
| 2022–23 | Guido Burgstaller                   | 21   | Rapid Vienne              |
| 2023–24 | Karim Konaté                        | 20   | Sturm Graz                |

## Compétitions européennes

### Palmarès européen des clubs
Les clubs autrichiens n'ont remporté aucun trophée européen. Cependant, le Rapid Vienne s'est hissé à 2 reprises en finale de la C2 (en 1985 et 1996). Le FK Austria Vienne avait également échoué en finale de cette compétition lors de l'édition 1978.
En 1994, le Red Bull Salzbourg (qui s'appelle alors Austria Salzbourg), parvient en finale de la Coupe UEFA.

### Classement du championnat
Le tableau ci-dessous récapitule le classement de l'Autriche au coefficient UEFA depuis 1960. Ce coefficient par nation est utilisé pour attribuer à chaque pays un nombre de places pour les compétitions européennes ainsi que les tours auxquels les clubs doivent entrer dans la compétition.
| 1960 | 1961 | 1962 | 1963 | 1964 | 1965 | 1966 | 1967 | 1968 | 1969 | 1970 | 1971 | 1972 | 1973 | 1974 | 1975 | 1976 | 1977 | 1978 | 1979 | 1980 | 1981 | 1982 | 1983 | 1984 | 1985 | 1986 | 1987 | 1988 | 1989 | 1990 | 1991 | 1992 |
| ---- | ---- | ---- | ---- | ---- | ---- | ---- | ---- | ---- | ---- | ---- | ---- | ---- | ---- | ---- | ---- | ---- | ---- | ---- | ---- | ---- | ---- | ---- | ---- | ---- | ---- | ---- | ---- | ---- | ---- | ---- | ---- | ---- |
| 8    | 5    | 7    | 7    | 9    | 11   | 18   | 18   | 19   | 19   | 20   | 20   | 20   | 21   | 22   | 22   | 22   | 22   | 19   | 15   | 18   | 21   | 20   | 22   | 19   | 13   | 10   | 8    | 9    | 13   | 13   | 12   | 14   |
| 1993 | 1994 | 1995 | 1996 | 1997 | 1998 | 1999 | 2000 | 2001 | 2002 | 2003 | 2004 | 2005 | 2006 | 2007 | 2008 | 2009 | 2010 | 2011 | 2012 | 2013 | 2014 | 2015 | 2016 | 2017 | 2018 | 2019 | 2020 | 2021 | 2022 | 2023 | 2024 | 2025 |
| 10   | 11   | 16   | 13   | 10   | 11   | 11   | 17   | 14   | 15   | 16   | 18   | 14   | 20   | 22   | 20   | 20   | 19   | 19   | 15   | 16   | 14   | 16   | 16   | 15   | 11   | 12   | 12   | 10   | 8    | 10   | 13   | 13   |

Le tableau suivant affiche le coefficient actuel du championnat autrichien.
| Rang | Pays     | 2020-2021 | 2021-2022 | 2022-2023 | 2023-2024 | 2024-2025 | Coefficient |
| ---- | -------- | --------- | --------- | --------- | --------- | --------- | ----------- |
| 11   | Norvège  | 6,500     | 7,625     | 5,750     | 8,000     | 11,812    | 39,687      |
| 12   | Grèce    | 5,100     | 8,000     | 2,125     | 11,400    | 12,687    | 39,312      |
| 13   | Autriche | 6,700     | 10,400    | 4,900     | 4,800     | 9,650     | 36,450      |
| 14   | Écosse   | 8,500     | 7,900     | 3,500     | 6,400     | 9,250     | 35,550      |
| 15   | Pologne  | 4,000     | 4,625     | 7,750     | 6,875     | 11,750    | 35,000      |

### Coefficient UEFA des clubs
| Rang | Club           | 2020-2021 | 2021-2022 | 2022-2023 | 2023-2024 | 2024-2025 | Coefficient |
| ---- | -------------- | --------- | --------- | --------- | --------- | --------- | ----------- |
| 44   | RB Salzbourg   | 7,000     | 17,000    | 9,000     | 7,000     | 8,000     | 48,000      |
| 68   | Rapid Vienne   | 5,000     | 4,000     | 2,500     | 2,500     | 18,250    | 32,250      |
| 73   | LASK           | 7,000     | 15,000    | -         | 3,000     | 3,000     | 28,000      |
| 81   | Sturm Graz     | -         | 3,000     | 6,000     | 3,000     | 10,000    | 23,000      |
| 162  | Wolfsberger AC | 7,000     | -         | 2,500     | -         | -         | 9,500       |
| 200  | Austria Vienne | -         | 1,500     | 2,500     | 2,000     | 1,500     | 7,500       |